# E&J Gallo Winery
E & J Gallo Winery grundades 1933 av Ernest Gallo och Julio Gallo i Modesto, Kalifornien. E & J Gallo Winery är den största exportören av kaliforniska viner och är en känd marknadsförare av viner från Sonoma County.

## Historia
De båda bröderna grundade vingården efter Förbudstiden efter att åren innan odlat och sålt vindruvor. De konkurrerade mot större, bättre finansierade och tidigare etablerade företag vilket inkluderar fler än 800 vinföretag startade de första åren efter att Förbudstiden var över i Kalifornien. Startkapitalet var mindre än $6.000, av vilket $5.000 lånats from Ernest svärmor.
Bröderna hade lärt sig hantverket genom att läsa gamla pamfletter som publicerats av University of California.

## Varumärken
Utöver varumärket Gallo Family Vineyard producerar, marknadsför och på vissa marknader distribuerar andra varumärken inklusive Turning Leaf, Bridlewood, Rancho Zabaco, Redwood Creek, Turning Leaf med flera.

## Miljöarbete
Gallo hjälpte till att utveckla samt implementera Code of Sustainable Wine Growing Practices, i samarbete med Kaliforniska vininstitutet och California Association of Winegrape Growers.
Företaget har certifierats enligt ISO 14001.

## Varumärken (i urval)
- Gallo Family Vineyards
- Turning Leaf
- Bridlewood
- Rancho Zabaco
- Redwood Creek
- MacMurray Ranch
- Barefoot Wine
- Louis M Martini